# Ocale
Ocale (Etocale), Pleme američkih Indijanaca porodice Timuquanan koje je u |16. stoljeću obitavalo u močvarnim područjima kod rijeke Withlacoochee, u današnjem okrugu Marion ili Levy na Floridi. Prvi puta se spominju u kronikama De Sotove ekspedicije koji 1539. prelazi rijeku Withlacoochee. O njima je čuo i Fontaneda, a posljednji puta ime im se spominje na De Bryovoj mapi iz 1591. Njihovo ime sačuvalo se u obliku Ocala kojeg nosi jedan grad na Floridi.
Ocale Fontaneda naziva  'Olagale' , dok su kod Biedme poznati kao  'Etocale' . De Soto ostavlja o njima oskudne ali vrijedne podatke i poimence spominje selo Uqueten, gdje su izgladnjeli Španjolci pronašli velike količine kukuruza. Ovi ljudi živjeli su na malenim suhim komadičima zemlje okruženih močvarom, u drvenim kućama nalik onima ostalih floridskih domorodaca.

## Vanjske poveznice
- Hernando de Soto's great adventure
- Fontaneda's Memoir